# Brachirus panoides
Brachirus panoides е вид лъчеперка от семейство Soleidae. Видът не е застрашен от изчезване.

## Разпространение
Разпространен е във Виетнам, Индонезия (Калимантан и Суматра), Камбоджа, Лаос, Малайзия и Тайланд.

## Описание
На дължина достигат до 20 cm.